# 赤塚五郎
赤塚 五郎（あかつか ごろう、1886年〈明治19年〉3月27日 - 1935年〈昭和10年〉3月2日）は、日本の政治家。衆議院議員（1期）。

## 経歴
新潟県西蒲原郡、のちの松長村（現燕市）出身。上京し、神田区会議員、東京府会議員、同議長、神田区信用組合長となる。
1928年の第17回衆議院議員総選挙において東京2区から立憲民政党公認で立候補したが次点で落選。1930年の第17回衆議院議員総選挙で立候補してトップ当選し、衆議院議員を1期務めた。1932年の第18回衆議院議員総選挙では次点で落選した。1935年死去。